# راؤول باولي
راؤول باولي (بالفرنسية: Raoul Paoli)‏ (24 نوفمبر 1887 – 23 مارس 1960) هو ملاكم فرنسي راحل، مثّل بلاده في الألعاب الأولمبية الصيفية في دورات 1912 و1920 و1924 و1928.

## روابط خارجية
- راؤول باولي على موقع IMDb (الإنجليزية)
- راؤول باولي على موقع قاعدة بيانات الفيلم (الإنجليزية)

راؤول باولي عل موقع إسبنسكروم (الإنجليزية)
- راؤول باولي على موقع اللجنة الأولمبية الدولية (الإنجليزية)
- راؤول باولي على موقع أوليمبيديا (الإنجليزية)